# Epirhyssa latimandibularis
Epirhyssa latimandibularis là một loài tò vò trong họ Ichneumonidae.